# Nampcelles-la-Cour
Nampcelles-la-Cour település Franciaországban, Aisne megyében. Lakosainak száma 114 fő (2022. január 1.). Nampcelles-la-Cour Bancigny, Braye-en-Thiérache, Dagny-Lambercy, Harcigny, Plomion és Vigneux-Hocquet községekkel határos.

## Népesség
A település népességének változása:
| Lakosok száma | 188  | 152  | 141  | 135  | 128  | 125  | 118  | 113  | 113  | 114  |
|               | 1968 | 1982 | 1990 | 2006 | 2013 | 2015 | 2017 | 2019 | 2020 | 2022 |